# Podochilus falcatus
Podochilus falcatus är en orkidéart som beskrevs av John Lindley. Podochilus falcatus ingår i släktet Podochilus och familjen orkidéer.
Artens utbredningsområde är Sri Lanka. Inga underarter finns listade i Catalogue of Life.